# 이망증
이망증(移望症, 독일어: Zugunruhe)은 주로 이동하면서 사는 습성이 있는 동물(특히 조류중의 철새)이 제 때 이동하지 못했을 때 보이는 여러 가지 특이한 불안증세를 말한다. 독일어로 zug는 이동, 움직임 unruhe는 갈망을 뜻한다. 이동충동증후로도 번역된다. 이망증의 증세를 보이는 철새가 감금되면 철새의 이동습성에 대해 여러 가지 관찰이 가능하다. 이망증이 생기면 갇힌 철새는 불안증세를 보이며, 해가 지고 나면 수면패턴에도 변화가 보인다. 이망증은 흔히 이동습성이 있는 종에만 있는 것으로 생각되나, 최근 연구결과는 낮은 정도지만 정착동물도 이망증을 보이는 것으로 나타나고 있다.